# Domaine de Matsuyama
Pour les articles homonymes, voir Matsuyama.

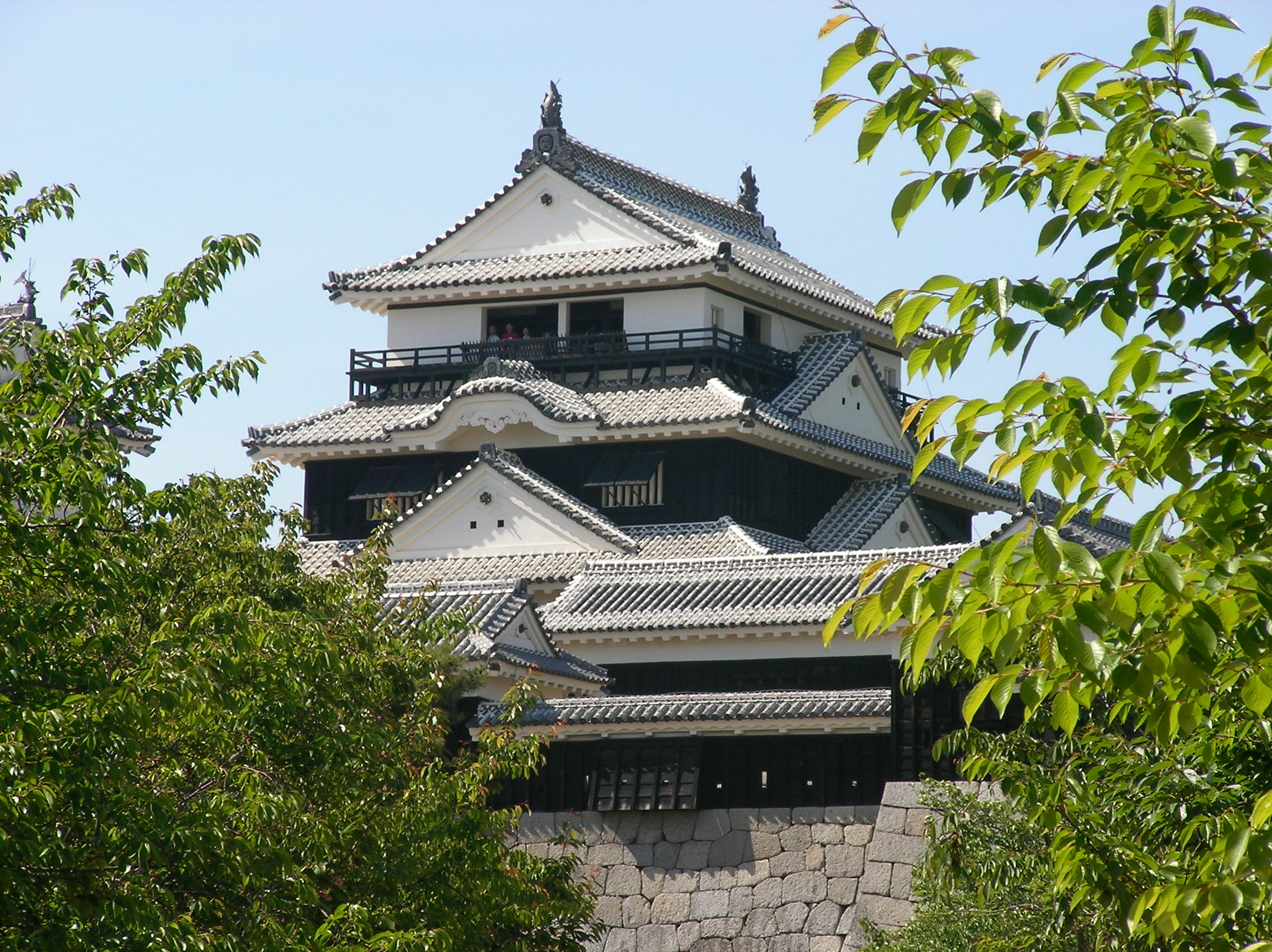
Le château de Matsuyama.

Le domaine de Matsuyama (伊予松山藩, Iyo-Matsuyama-han) est un domaine japonais de l'époque d'Edo, situé aujourd'hui dans la ville de Matsuyama de la préfecture d'Ehime.

## Histoire
Le domaine de Matsuyama change plusieurs fois de mains avant de devenir le fief du clan Matsudaira (Hisamatsu). Pendant la période du Bakumatsu, le domaine participe à la campagne militaire du shogunat Tokugawa contre Chōshū. Pendant la guerre de Boshin, Matsuyama est rallié au gouvernement de Kyoto. Le domaine est dissous en 1871.
Harada Sanosuke du Shinsen gumi est le fils d'un membre de bas rang de Matsuyama.

## Liste des daimyos
- Clan Katō, 1600-1627 (tozama ; 200,000 koku)

1. Katō Yoshiaki

- Clan Gamō, 1627-1634 (tozama ; 240 000 koku)

1. Gamō Tadachika

- Clan Matsudaira (Hisamatsu), 1635-1871 (shinpan ; 150 000 koku)

1. Sadayuki
2. Sadayori
3. Sadanaga
4. Sadanao
5. Sadahide
6. Sadataka
7. Sadakatsu
8. Sadakiyo
9. Sadakuni
10. Sadanori
11. Sadamichi
12. Katsuyoshi
13. Katsushige
14. Sadaaki
15. Katsushige

## Source de la traduction
- (en) Cet article est partiellement ou en totalité issu de l’article de Wikipédia en anglais intitulé « Iyo-Matsuyama Domain » (voir la liste des auteurs).